# De Waag (tijdschrift)
De Waag was een Nederlands algemeen politiek en economisch tijdschrift, dat verscheen tussen januari 1937 en april 1945.
Bij de oprichting was Th.B.F. Hoyer de hoofdredacteur en dr. ir. Marius Dirk Dijt de economisch redacteur. De financier van De Waag was Henri Deterding, bij wie Dijt als secretaris in dienst was. Hoewel het tijdschrift niet partijgebonden was, was de toon van meet af aan autoritair, anti-internationaal, antiparlementair, sterk conservatief, in toenemende mate pro-Duits en volgens Lou de Jong antisemitisch. In 1938 werd De Waag omgezet in een stichting met als ondertekenaars B. Wigersma, J. Hessing en Cornelius Winkler-Prins. Als hoofdredacteur trad toen C.C. Küpfer op, die in 1940 in het Nationaal Front zou belanden. Deze structuurwijziging was de opmaat voor vele redactiewisselingen, tot De Waag medio 1942 de kant van de Nederlandsche SS koos. De financiering ervan was toen in handen gekomen van Meinoud Rost van Tonningen. Op 25 april 1945 verscheen het voor de laatste keer.
Vóór 1941 was De Waag een veelkleurig en intellectueel tijdschrift. Het karakter was semiwetenschappelijk en bij tijden polemisch van aard, waarbij het een zekere mate van intellectuele standing wist te bewaren. Zeker na de wisseling van de wacht in de zomer van 1942 verloor het tijdschrift aan uitstraling, omdat het consequent en eenzijdig de SS-richting onderschreef.

## Bekende medewerkers van De Waag
- Max Blokzijl (Brieven uit Duitsland, 1938-1940)
- Jan Campert (toneel kritieken, tot april 1938)
- J.H. Carp
- Tobie Goedewaagen
- Ben Korsten
- Emile Buysse
- Pyke Koch

 Portaal: Fascisme en nationaalsocialisme in Nederland · Fascisme · Nationaalsocialisme